# Cratón
| Corteza oceánica (según su edad) 0-20 Ma 20-65 Ma >65 Ma | Corteza continental Escudos o cratones antiguos Plataformas (escudos con cobertera sedimentaria) Cadenas orogénicas Cuencas tecto-sedimentarias Provincias ígneas Corteza adelgazada (por extensión cortical) |

Cratones con su edad de formación.

Un cratón o cratógeno (del griego κϱάτος kratos, «potencia, poder, fuerza, fortaleza») es una masa continental llegada a tal estado de rigidez en un lejano pasado geológico que, desde entonces, no ha sufrido fragmentaciones o deformaciones, al no haber sido afectada por los movimientos orogénicos. Por tal motivo los cratones son las partes más antiguas de los continentes o fragmentos de Pangea, cuyas rocas poseen edades de más de 1400 m.a. Tienden a ser llanos, o presentan relieves bajos con formas redondeadas y de rocas frecuentemente arcaicas. A los cratones submarinos se los llama nesocratones.
El término cratón es usado para distinguir la porción interna estable de la corteza continental respecto de aquellas regiones orogénicas (márgenes continentales, cuencas sedimentarias y orógenos), las cuales son cinturones lineales de acumulación o erosión de sedimentos sujetos a la subsidencia (cuencas) o al levantamiento (cadenas de montañas). Los extensos cratones centrales de los continentes pueden consistir tanto de escudos y plataformas, como de la base cristalina. Un escudo es la parte de un cratón en el cual las rocas precámbricas surgieron extensivamente en la superficie. En contraste, la plataforma de la base está cubierta por sedimentos horizontales y subhorizontales.
Los cratones están divididos geográficamente en provincias o zonas geológicas. Estas son entidades espaciales con atributos geológicos comunes. Una provincia puede incluir un único elemento estructural dominante, como una cuenca, o un número de elementos relacionados contiguos. Las zonas adjuntas pueden ser similares en estructura pero se pueden separar debido a diferentes historias geológicas.
La teoría de la tectónica de placas considera a cada cratón como una especie de «balsa» de roca ligera (proveniente inicialmente de la cristalización de magmas en épocas primordiales del planeta) flotante sobre el semifundido y plástico manto del planeta, en torno a la cual se acrecionarían, cual espuma en una olla de sopa en convección térmica, sedimentos (provenientes de la meteorización, erosión y transporte de rocas ígneas) y fragmentos litosféricos (terrenos o microcontinentes).[cita requerida]
La intrusión de magma en estos (proto)continentes, debida a la subducción y fusión de corteza oceánica (basáltica) rica en agua, sería el origen de las andesitas y granitos, así como de las rocas metamórficas, constituyentes fundamentales de la litosfera continental, es decir, de los continentes.
Los cratones serían en resumen, los protocontinentes a partir de los cuales se formaron los primeros continentes, por acreción en sus márgenes subductivos e intrusión magmática. Por ello los cratones se encuentran frecuentemente en los centros/núcleos de los continentes actuales, y están típicamente rodeados de los cinturones orogénicos, más modernos. Cratones y orógenos conforman los continentes, es decir, la corteza continental.